# The Law of the Yukon
The Law of the Yukon è un film muto del 1920 diretto da Charles Miller. Il soggetto si ispira a una poesia dallo stesso titolo di Robert W. Service pubblicata a New York nel 1907 in Songs of a Sourdough.

## Produzione
La lavorazione del film, prodotto dalla piccola casa di produzione Mayflower Photoplay Company, durò tre mesi: la troupe composta da sessantacinque persone dovette passare quel periodo a Port Henry, nello stato di New York.

## Distribuzione
Il copyright del film, richiesto dalla Mayflower Photoplay Corp., fu registrato il 29 agosto 1920 con il numero LP15552.
Distribuito dalla Realart Pictures Corporation, il film uscì nelle sale cinematografiche statunitensi nel settembre 1920.